# A donde me lleva la vida...
A dónde me lleva la vida... es el segundo álbum de estudio grabado por la banda de rock argentina La Renga. Se editó en CD y casete y fue presentado oficialmente en el Estadio Obras Sanitarias el 19 de noviembre de 1994.

## Portada
Consta de una carátula simple con fondo negro. Ubicados en el centro de la imagen pueden verse: arriba, el logo de la banda en color blanco; en el centro, la foto en primer plano de un parto vaginal; debajo, finalmente, aparece el título del disco a donde me lleva la vida  en una cursiva caligráfica rústica.
El diseño gráfico es obra del estudio "Del Federico".

## Lista de canciones
- Todos las canciones compuestas por Gustavo Nápoli, excepto "Triste canción de amor" de Álex Lora.

| N.º | Título                                     | Duración |  |
| 1.  | «El camino del deshielo»                   | 4:31     |  |
| 2.  | «Cortala y olvidala»                       | 3:22     |  |
| 3.  | «El rito de los corazones sangrando»       | 4:04     |  |
| 4.  | «Blues cardíaco»                           | 4:57     |  |
| 5.  | «Pis y caca»                               | 2:15     |  |
| 6.  | «El sátiro de la mala leche»               | 2:16     |  |
| 7.  | «El mambo de la botella»                   | 4:11     |  |
| 8.  | «Debbie el fantasma»                       | 3:19     |  |
| 9.  | «El circo romano»                          | 4:03     |  |
| 10. | «2 + 2 = 3»                                | 4:06     |  |
| 11. | «Triste canción de amor» (cover de El Tri) | 5:11     |  |

## Músicos
'La Renga'
- Chizzo: Voz y Guitarra
- Tete: Bajo
- Tanque: Batería
- Chiflo: Saxofón

'Invitados'
- Manu: Saxofón